# Худяково
Худяко́во (рос. Худяково) — присілок у складі Леб'яжівського округу Курганської області, Росія.
Населення — 33 особи (2010, 133 у 2002).